# Polditz
Polditz ist ein Ortsteil der Stadt Leisnig im Landkreis Mittelsachsen. Das Dorf hat rund 120 Einwohner und liegt unweit der Freiberger Mulde auf einem kleinen Hügel.

## Geschichte
Die Geschichtsforschung ist geteilter Meinung, ob der Ort bereits im Hochmittelalter beurkundet ist oder nicht. Seit der Frühen Neuzeit gehört das Dorf zum Amt Leisnig. Seit dem 19. Jahrhundert. war die Kreisverwaltung in Döbeln, erst seit 2008 in Freiberg.
- 1. Juli 1950 Eingemeindung von Altleisnig, Marschwitz und Seidewitz nach Polditz
- 1. Juni 1973 Eingemeindung von Polditz nach Polkenberg
- 1. Januar 1999 Eingemeindung von Polkenberg nach Bockelwitz
- 1. Januar 2012 Eingemeindung von Bockelwitz nach Leisnig

## Sehenswürdigkeiten

### Kirche
Die evangelisch-lutherische Kirche St. Nicolai wurde 1865 errichtet, nachdem die zuvor genutzte Kirche in Altleisnig abgebrannt war. Es ist ein neoromanisches Bauwerk. Friedrich Ladegast stattete es 1868 mit einer Orgel aus. Sie verfügt über 33 Register auf 3 Manualen und 1 Pedal. Sie wurde 1996 restauriert. Die Kirche wurde zwischen 1987 und 1993 restauriert. Sie steht unter Denkmalschutz. Zuständiges Pfarramt ist das Pfarramt Zschoppach bei Thümmlitzwalde.
Die Orgel wurde 2003 für die Stadtkirche in Hämeenlinna nachgebaut.
Am 29. November 2018 wurde das 150-jährige Jubiläum der Weihe der Ladegast-Orgel mit einem Festkonzert gefeiert. Daran nahmen u. a. der Organist der Dresdener Frauenkirche, Samuel Kummer, und der Leipziger Thomaskantor Gotthold Schwarz teil. Einen Monat später, am 29. Dezember 2018, fand die 1. Polditzer Bläserweihnacht unter der Leitung von Ludwig Güttler statt, bei der mehr als 700 Zuhörer gezählt wurden.

### Denkmal
Das Denkmal für die Gefallenen der Weltkriege ist ein Obelisk mit Gedenktafeln.

## Kultur
Zu den aktiven Vereinen zählen der Orgelverein und der Verein der Heimatfreunde. Zu Langeoog besteht eine kirchliche Vereinspartnerschaft.

## Sonstiges
Am 6. Juli 2012 zerstörte ein lokales Unwetter mit Hagelschlag einen Großteil der Dächer in Polditz. Ebenso wurden zahlreiche Autos und Fensterscheiben stark beschädigt oder vollständig zerstört. Auch die Kirche wurde in Mitleidenschaft gezogen. Mehr als zweihundert Fenster gingen durch die tennisballgroßen Hagelkörner zu Bruch.